# 桑德斯山 (瑪麗伯德地)
76°53′S 145°42′W / 76.883°S 145.700°W
桑德斯山11（英語：Saunders Mountain）是南極洲的山峰，位於瑪麗伯德地，屬於福特山脈的一部分，處於登費爾德山脈的西端，海拔高度975米，該山峰在1929年12月5日由美國探險隊發現。